# Lew Łobodin
Lew Aleksewicz Łobodin, ros. Лев Алексеевич Лободин (ur. 1 kwietnia 1969 w Woroneżu) – były rosyjski dziesięcioboista. 

## Życiorys
W roku 1996 zmienił obywatelstwo z ukraińskiego na rosyjskie. Jego największym sukcesem było zdobycie srebrnego medalu na Halowych Mistrzostwach Świata w 2003 roku w Birmingham.

## Osiągnięcia
| Rok     | Zawody                                                 | Miejsce | Dyscyplina    |
| Ukraina | Ukraina                                                | Ukraina | Ukraina       |
| ------- | ------------------------------------------------------ | ------- | ------------- |
| 1993    | Hypo-Meeting, Götzis, Austria                          | 6-te    | Dziesięciobój |
| 1994    | Hypo-Meeting, Götzis, Austria                          | 9-te    | Dziesięciobój |
| 1994    | Mistrzostwa Europy, Helsinki, Finlandia                | 3-cie   | Dziesięciobój |
| 1995    | Hypo-Meeting, Götzis, Austria                          | 11-ste  | Dziesięciobój |
| 1995    | Mistrzostwa Świata, Göteborg, Szwecja                  | 7-me    | Dziesięciobój |
| 1996    | Hypo-Meeting, Götzis, Austria                          | 4-te    | Dziesięciobój |
| 1996    | Igrzyska Olimpijskie, Atlanta, USA                     | DNF     | Dziesięciobój |
| Rosja   |                                                        |         |               |
| 1997    | Hypo-Meeting, Götzis, Austria                          | 7-me    | Dziesięciobój |
| 1997    | Mistrzostwa Świata, Ateny, Grecja                      | DNF     | Dziesięciobój |
| 1998    | Halowe Mistrzostwa Europy, Walencja, Hiszpania         | 3-cie   | Siedmiobój    |
| 1998    | Hypo-Meeting, Götzis, Austria                          | 5-te    | Dziesięciobój |
| 1998    | Mistrzostwa Europy, Budapeszt, Węgry                   | 3-cie   | Dziesięciobój |
| 1999    | Hypo-Meeting, Götzis, Austria                          | 3-cie   | Dziesięciobój |
| 1999    | Mistrzostwa Świata, Sewilla, Hiszpania                 | 5-te    | Dziesięciobój |
| 2000    | Igrzyska Olimpijskie, Sydney, Australia                | 13-ste  | Dziesięciobój |
| 2001    | Halowe Mistrzostwa Świata, Lizbona, Portugalia         | 3-cie   | Siedmiobój    |
| 2001    | Hypo-Meeting, Götzis, Austria                          | 4-te    | Dziesięciobój |
| 2001    | Mistrzostwa Świata, Edmonton, Kanada                   | 5-te    | Dziesięciobój |
| 2001    | Igrzyska Dobrej Woli, Brisbane, Australia              | 4-te    | Dziesięciobój |
| 2002    | Mistrzostwa Europy, Monachium, Niemcy                  | 3rd     | Decathlon     |
| 2003    | Halowe Mistrzostwa Świata, Birmingham, Wielka Brytania | 2-gie   | Siedmiobój    |
| 2003    | Hypo-Meeting, Götzis, Austria                          | DNF     | Dziesięciobój |
| 2003    | Mistrzostwa Świata, Paryż, Francja                     | 6-te    | Dziesięciobój |
| 2004    | Halowe Mistrzostwa Świata, Budapeszt, Węgry            | 3-cie   | Siedmiobój    |
| 2004    | Hypo-Meeting, Götzis, Austria                          | 6-te    | Dziesięciobój |
| 2004    | Igrzyska Olimpijskie, Ateny, Grecja                    | DNF     | Dziesięciobój |

## Rekordy życiowe
| Dyscyplina     | Wynik   | Rok        |
| -------------- | ------- | ---------- |
| 100 m          | 10.66   | 2001       |
| 400 m          | 48.39   | 1996       |
| 1500 m         | 4.29.95 | 1991       |
| 110 m pp       | 13.94   | 1999       |
| Skok wzwyż     | 2.10    | 1991       |
| Skok o tyczce  | 5.20    | 1998, 2001 |
| Skok w dal     | 7.56    | 1999       |
| Pchnięcie kulą | 16.30   | 2002       |
| Rzut dyskiem   | 49.44   | 2002       |
| Rzut oszczepem | 59.00   | 1995       |
| Dziesięciobój  | 8571    | 1998       |